# Station Broombridge
Station Broombridge  is een spoorwegstation in Cabra, een buitenwijk van de Ierse hoofdstad Dublin. Het station ligt aan de lijn Dublin - Sligo en aan de Docklandslijn richting de M3. 
Het station wordt bediend door de forensentreinen die rijden tussen Maynooth en Dublin en tussen de M3 en Dublin-Docklands. In de spits rijden twee treinen per uur, buiten de spits een per uur. De Docklandslijn rijdt alleen op werkdagen. Broombridge krijgt in de nabije toekomst een aansluiting op de groene lijn van Luas.